# Kei Katanishi
Kei Katanishi (né le 18 mars 1997 à Kunitachi) est un athlète japonais, spécialiste de courses sur route.
Le 27 août 2017, il remporte la médaille d'or du semi-marathon des Universiades de 2017 à Taipei dans le temps de 1 h 6 min 9 s, loin de son record sur la distance de 1 h 2 min 31 s, obtenu en février 2017 lors du semi-marathon de Marugame.